# Crocifissione (Pietro Lorenzetti)

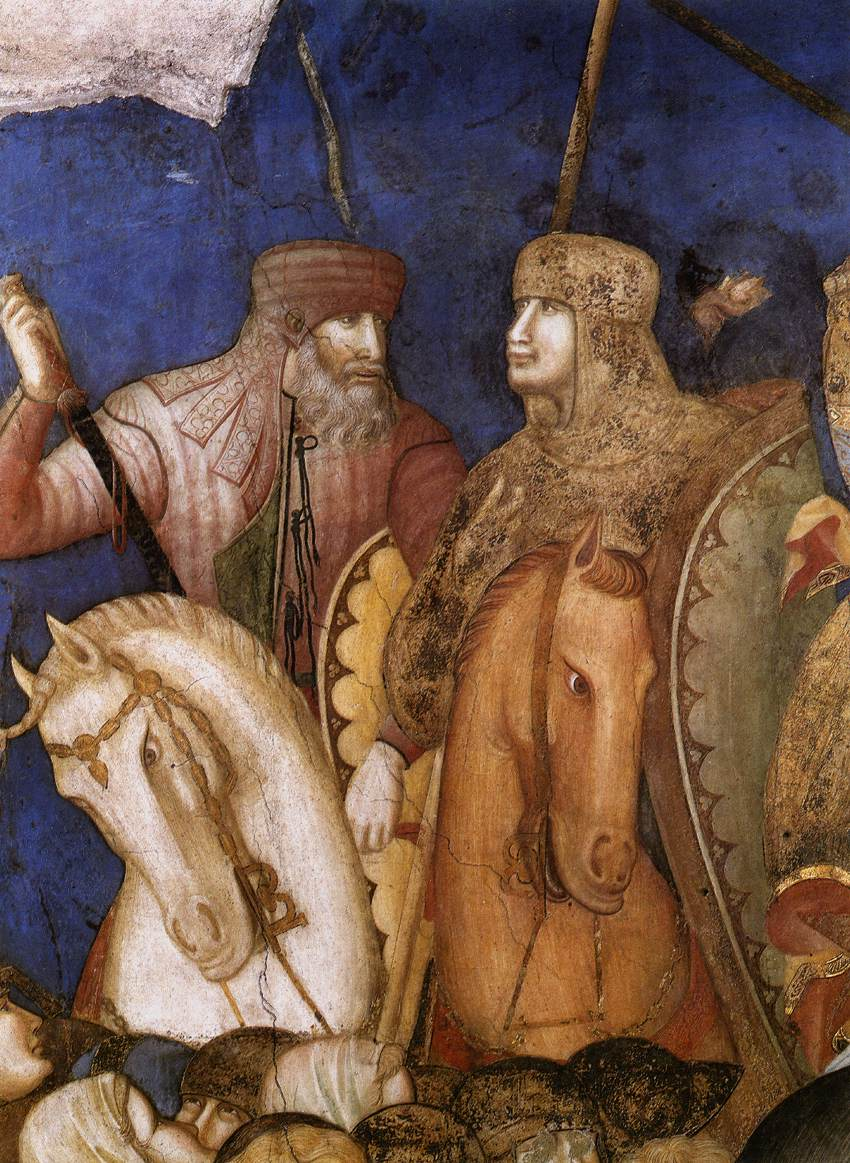
Dettaglio

La Crocifissione è un affresco di Pietro Lorenzetti, facente parte delle Storie della Passione di Cristo nel transetto sinistro della basilica inferiore di San Francesco ad Assisi. Il ciclo è databile al 1310-1319 circa.

## Descrizione e stile
La scena è la più grande del ciclo e occupa lo spazio di quattro riquadri normali, alla base della volta sulla parete sinistra. Come tipico dell'iconografia, la scena è divisa in due metà: quella superiore e celeste, dominata dal blu del cielo su cui si staglia la croce di Gesù al centro e quelle dei ladroni ai lati; quella inferiore e terrestre, in cui si assiepa la folla.
Lorenzetti sfruttò l'ambientazione collinosa del Calvario per distribuire i personaggi come se arrivassero gradualmente da più lati, a piedi e a cavallo. Con tali accorgimenti nell'orchestrazione della folla, ogni sottogruppo e ogni personaggio riesce e mantenere una propria individualità: «qui la moltitudine ha volto», scrisse Cesare Brandi. Ad esempio le teste delle file più lontane, invece di creare una massa scura coperta da chi sta più avanti, sono perfettamente visibili poiché più alte, con un effetto che è stato definito "a ventaglio". Varie sono le pose e gli sguardi, che si intrecciano in colloqui di grande intensità, paragonabili a quelli che Pietro aveva inventato nelle scene della Madonna col Bambino e santi. Perfino i cavalli accostano i musi e si guardano reciprocamente.
Tra i personaggi riconoscibili Longino, a destra del buon ladrone, con l'aureola e la lancia che ha appena ferito Cristo. In basso a sinistra, su un cavallo bianco, il centurione con l'aureola che si porta la mano al petto: è il pagano che riconosce Cristo come Dio, come ricordato da Vangeli. Il suo cavallo, come altre figure, è tagliato fuori dalla cornice, a suggerire uno spazio che si dilata oltre il dipinto. Poco lontano Maria sta svenendo mentre le Marie le reggono la testa e la vita. Davanti a lei Maria Maddalena, di rosso vestita, porta le mani al petto esprimendo tutta la sua costernazione. Poco lontano l'altro personaggio con l'aureola e la veste rosa è san Giovanni apostolo. 
La folla di soldati è particolarmente caotica a destra, sotto il cattivo ladrone, compiendo gesti violenti accentuati dall'uso di linee si forza spezzate.